# Newconomy
Newconomy was een op internet gericht investeringsbedrijf dat eind 1998 onder de naam ICOM (Internet Competence Network) opgericht werd door Maurice de Hond (voor 30% aandeelhouder), Oscar Appeldoorn, Lex Mossel en Ruud Smeets. De naam ICOM werd gewijzigd in Newconomy toen bleek dat er reeds een ander bedrijf onder dezelfde naam actief was. Het bedrijf hield zich vanaf de beginperiode vooral bezig met het aantrekken en investeren van kapitaal volgens de venture capital-filosofie, analoog aan in die periode succesvolle Amerikaanse venture capital bedrijven als CMGi.
De filosofie van Newconomy was dat Nederland ook een dergelijk bedrijf nodig had, dat alleen in Nederlandse bedrijven zou investeren, om het hoofd te kunnen bieden aan de -verwachte- invasie van Amerikaanse bedrijven. In de periode 1998-2000 werd in meer dan 25 Nederlandse bedrijven geïnvesteerd. Meestal was hierbij het uitgangspunt dat er niet in twee vergelijkbare bedrijven werd geïnvesteerd, maar er juist gezocht werd naar een combinatie van bedrijven die aan elkaar konden verkopen en elkaar verder konden helpen, om zo een economisch netwerk ('econet') van kansrijke, vooraanstaande internetbedrijven te vormen. De partnerbedrijven opereerden in de sectoren Access/Content, Business Services, e-Commerce, internet-gerelateerde Human Resources en internet-gerelateerde New Technologies. De enige honderd-procents-participatie van Newconomy was de shoppingportal Macropolis.
Newconomy positioneerde zichzelf als het actieve middelpunt van dit netwerk. Zo bevorderde Newconomy onderlinge contacten en kennisoverdracht, en leverde of begeleidde zij het management van de partnerbedrijven. Daarnaast wierf Newconomy managementpotentieel door middel van het Newcademy-programma, een soort dotcom school voor jonge high potentials uit de "oude economie" die de overstap naar een internetbedrijf wilden maken.
Door de internethype van deze periode had Newconomy geen moeite om investeerders aan zich te binden. Newconomy werd zelfs op 20 april 2000 genoteerd aan de Euro.NM Amsterdam (Euro.NM: NEWY). De introductie werd begeleid door een intensieve radio-, print- en tv-campagne die de consument moest aanzetten tot het kopen van het aandeel. De marktkapitalisatie per 30 juni 2000 was meer dan 400 miljoen euro, op basis van 27.036.250 uitstaande aandelen.
Kort na de beursnotering ontstond er kritiek op de boekhouding van Newconomy. De onderneming maakte winst door de waardering van zijn participaties bij te stellen. Volgens critici ontbrak het bij de waardering aan een solide onderbouwing. Zo omschreef de Volkskrant de boekhouding als "creatief boekhouden".
Naarmate 2000 vorderde en de internetzeepbel leegliep kreeg ook Newconomy het moeilijker. Dit resulteerde na aanvankelijk succes (de koers van het aandeel dat 10,50 euro kostte bij uitgifte steeg tot 27,00 euro) in het zakken van de aandelenkoers tot ver onder de uitgiftekoers. In januari 2001 was de koers iets boven de 3,00 euro. Er volgde een interne crisis, waarbij Maurice de Hond door zijn eigen raad van commissarissen op non-actief werd gezet. Het bedrijf zou er niet meer bovenop komen.
Na een periode van interim-management en het faillissement van meerdere bedrijven uit het netwerk werden belangrijke deelnemingen als Wish-NOKNOK met een fors verlies (verkoopprijs: 2,3 miljoen euro op een investering van zo'n 100 miljoen gulden) verkocht, omdat er geen geld meer beschikbaar was voor verdere investeringen.
Newconomy Ventures bv werd met een aantal nog actieve deelnemingen uiteindelijk ondergebracht in het ict-investeringsbedrijf Real Time Company.
Op 1 mei 2003 werd op een aandeelhoudersvergadering besloten de naam van de vennootschap te wijzigen in RT Company nv met als handelsnaam Real Time Company.